# Yoko! Jakamoko! Toto!
Yoko! Jakamoko! Toto! es una serie animada de 52 episodios producido por Collingwood O'hare Entertainment y HIT Entertainment. Transmitido anteriormente en Latinoamérica desde el 2005 hasta el 2006 en el ya difunto bloque Mundo Pequeño y en Super3 en España y en los Estados Unidos por Tickle-U de Cartoon Network. En México es transmitido en televisión abierta a través del único canal de televisión que lo hace, el Canal 22.

## Sobre la serie
La serie trata de las aventuras de una ave del paraíso llamada Yoko, un armadillo llamado Jakamoko y el mono Toto que en su camino encuentran aventuras de diferentes tipos en zonas latinoamericanas, una característica de los personajes es que solamente saben comunicarse usando el nombre del otro con diferentes entonaciones demostrándole al espectador el estado de animo del personaje

## Créditos

### Voces originales
(en inglés)
- Alex Kelly - Yoko, la ave del paraíso
- Gary Martin - Jakamoko el Armadillo
- Rob Rackstraw - Toto el mono

### Animadores
- Julian Hanshaw
- Karen Ullmann
- Matthew Hood
- Richard James
- Sam Wooldridge
- Peter Bunzl
- Oliver Brown
- Dennis Sisterson
- Gordon Langley
- Tanya Fenton
- Nick Gibson
- Paul Daley
- Cath Lloyd
- Christian Chessell (episodio piloto)

### Artistas
- Paul Gunson
- Fabrice Langellier
- Kate Fortune-Jones

### Diseño
- Al Douglas
- Andrea Tran

## Premios
- El BAFTA por ser el mejor dibujo animado para niños y por música original

## Lista de episodios
52 episodios en 26 shows han sido producidos:
1. "The Special Thing" & "The Scary Monster"
2. "The Waterhole" & "The Patient"
3. "The Whale" & "The Night"
4. "The Shell" & "The Very Sticky Thing"
5. "The Fly" & The Egg"
6. "The Bip" & "The Visit"
7. "The Naughty Noise" & "The New Best Friend"
8. "The Girlfriend" & "The Cave"
9. "The Other Side" & "The Longest Day"
10. "The Lesson" & "The Song"
11. "The Meal" & "The Windy Day"
12. "The Hiccups" & "The Copycat"
13. "The New King" & "The Other Monkey"
14. "The Smell" & "The Babysitters"
15. "The Seeds" & "The Traveller"
16. "The Hole" & "The Rival"
17. "The Island" & "The Voice"
18. "The Beetle" & "The Coconut"
19. "The Puzzle" & "The Late Night"
20. "The Dreamers" & "The Migration"
21. "The Tallest" & "The Snow"
22. "The Log" & "The Contest"
23. "The Meerkats" & "The Mango"
24. "The Bad Word" & "The In-Crowd"
25. "The Butterfly" & "The Dance"
26. "The Chick" & "The Show"